# Macromitrium angulatum
Macromitrium angulatum är en bladmossart som beskrevs av Mitten 1868. Macromitrium angulatum ingår i släktet Macromitrium och familjen Orthotrichaceae. Inga underarter finns listade i Catalogue of Life.